# Joey DeMaio
Joey DeMaio (Auburn, New York,1954. március 6. –) a Manowar heavy metal együttes basszusgitárosa, fő dalszerzője, szövegírója, alapítója, producere, főnöke. Emellett a Magic Circle Music kiadó alapítója és vezére.
Már az 1970-es években aktív muzsikus volt, már ekkor megismerkedett Eric Adamsszel. Pirotechnikusként is dolgozott, méghozzá a Black Sabbathnak, annak Heaven and Hell turnéján. Ezután 1980-ban alakította meg a Manowart, ami a heavy metal egyik legismertebb zenekara lett – részben Joey megalomániás, nagy egójú és elkötelezett természete – és persze tehetsége révén.
Játéka szerves és fontos része a zenekar hangzásvilágának. Egyedi/speciális 8 húros modelleket (is) használ. Tehetségét nemcsak az élőben előadott szólók bizonyítják, hanem rendszerint a stúdiólemezeken is felbukkan egy-egy basszusszóló.
Stílusában ugyanúgy megtalálhatóak a jazzes, bonyolult futamok, mint a 8 ujjas tapping technika, vagy a gyors shred játékmód.
Szereti harcművészeteket és a testépítést.
2003-ban alapította meg, a Magic Circle Music kiadót, így ő intézi olyan együttesek ügyeit is, mint például a Rhapsody of Fire.

## Diszkográfia

### Albumok
- Battle Hymns (1982)
- Into Glory Ride (1983)
- Hail to England (1984)
- Sign of the Hammer (1984)
- Fighting the World (1987)
- Kings of Metal (1988)
- The Triumph of Steel (1992)
- Louder Than Hell (1996)
- Warriors of the World (2002)
- Gods of War (2007)
- Thunder In The Sky (2009)
- The Lord of Steel (2012)

#### Koncertfelvételek
- Hell on Wheels (1997)
- Hell on Stage (1999)
- Gods of War Live (2007)

#### Válogatások
- Manowar Kills (1992)
- The Hell of Steel: Best of Manowar (1994)
- Anthology (1997)
- The Kingdom of Steel (1998)
- Steel Warriors (1998)

### Kislemezek/EP
- Defender (1983)
- All Men Play On Ten (1984)
- Blow Your Speakers (1987)
- Herz Aus Stahl (1988)
- Metal Warriors (1992)
- Defender (1994)
- Return of the Warlord (1996)
- Courage (1996)
- Courage Live (1996)
- Number 1 (1996)
- Live in Spain (1998)
- Live in Portugal (1998)
- Live in France (1998)
- Live in Germany (EP) (1998)
- Warriors of the World united (2002)
- Warriors of the World united Part 2 (2002)
- An American Trilogy/The Fight for Freedom (2002)
- Dawn of Battle (2002)
- King of Kings (a Hell on Earth Part IV-el együtt) (2005)
- The Sons of Odin (EP) (2006)
- Die With Honor (Single) (2008)
- Thunder In The Sky (EP) (2009)

### VHS/DVD
- Secrets of Steel (VHS) (1993)
- Hell on Earth Part I (DVD) (2001)
- Fire and Blood (DVD) (2002)
- Warriors of the World united (Mini DVD/CD) (2002)
- Hell on Earth Part III (DVD) (2003)
- Hell on Earth Part IV (DVD) (2005)
- The Day the Earth Shook – The Absolute Power (DVD) (2006)
- Magic Circle Festival Volvme 1 (DVD) (2007)
- Live in Bulgaria: Kaliakra Rock Fest 2007  (DVD) (2007)
- Magic Circle Festival 2008  (2 DVD) (2008)
- Hell on Earth Part V (2 DVD) (2009)